# Minibyen i Varde
Varde Miniby er en miniby bygget som en kopi af Varde købstad omkring 1866 i størrelsesforholdet 1:10. Minibyen er ligger i Arnbjergparken i Varde.
I minibyen finder man ud over husene en udstilling om Vardes historie, minibyen og arbejdet med at skabe de små huse.
Minibyen blev grundlagt i 1966 som en fejring af Varde Håndværkerforenings 100 års jubilæum. Det første hus i minibyen var Sankt Nikolai Kirke, der nu er nedrevet og erstattet af Sankt Jacobi Kirke. 
I dag er der ca. 300 huse. Husene i byen bliver bygget efter de originale tegninger af "Minimurerne".